# Реклинец
Реклинец (укр. Реклинець) — село в Великомостовской городской общине Шептицкого района Львовской области Украины. Расположено на реке Желдец.
Население по переписи 2021 года составляло 1605 человек. Почтовый индекс — 80078. Телефонный код — 3257.

## Известные уроженцы
- Гладышевский, Евгений Иванович (1924—2012) — учёный-химик.
- Майивский, Дмитрий Иванович (1915—1945) — деятель украинского националистического движения.
- Пясецкий, Андрей Львович (1909—1942) — украинский общественный деятель.